# Gmina Sztabin
Die Gmina Sztabin ist eine Landgemeinde im Powiat Augustowski der Woiwodschaft Podlachien in Polen. Ihr Sitz ist das gleichnamige Dorf (litauisch Štabinas).

## Gliederung
Zur Landgemeinde (gmina wiejska) Sztabin gehören 39 Dörfer mit einem Schulzenamt (sołectwo):
Balinka
Budziski
Cisów
Czarniewo
Czarny Las
Długie
Ewy
Fiedorowizna
Hruskie
Huta
Jagłowo
Jaminy
Janówek
Jasionowo
Jasionowo Dębowskie
Jastrzębna Pierwsza
Jastrzębna Druga
Jaziewo
Kamień
Karoliny
Komaszówka
Kopiec
Kopytkowo
Krasnoborki
Krasnybór
Kryłatka
Kunicha
Lebiedzin
Lipowo
Mogilnice
Motułka
Ostrowie
Podcisówek
Polkowo
Sosnowo
Sztabin
Ściokła
Wolne
Wrotki
Weitere Ortschaften der Gemeinde sind:
Andrzejewo
Brzozowe Grądy
Brzozowe Grądy-Leśniczówka
Chomaszewo
Dębowo
Grzędy
Klonowo
Kolonie Jasionowo
Łubianka
Rogowo
Wilcze Bagno
Wilkownia
Żmojdak

## Persönlichkeiten
- Tadeusz Józef Zawistowski (1930–2015), Weihbischof; geboren in Sztabin.